# 重裝武力II
《重裝武力II》是一款第一人稱射擊遊戲，由Croteam開發，2K Games發行。本部為重裝武力系列的第3部作品。為了這個遊戲，Croteam還特別開發了全新的遊戲引擎。

## 遊戲介紹

### 特色
這部作品採用全新的遊戲3D引擎，Serious Engine 2，這是Croteam為了新作所開發出的第2代專屬引擎。
這部遊戲雖然有多達40道關卡的劇情發展，但這不是重點，遊戲裡最主要的特色是武器與載具，武器有多達15種，其中有很多款是前作沒有的。而最重要的事，這些武器都不用裝填子彈，讓你在槍林彈雨中不會因為裝填子彈這點時間深受重傷。

### 背景
故事描述主角在Sam在首部作品《重裝武力》後，他正在天狼星和最終首腦Mental苦戰中，有3位天狼星的嚮導想幫助他，把他請來天狼星最高議會，他們告訴主角，想要打敗Mental，就必須去收集所有分散的徽章並集合再一起。

這個徽章分別分成5枚，並給予不同的種族來守護，但是這方法還是沒有什麼作用，Mental很快地的派人控制這些種族，並且想要銷毀它。慶幸的是，這5枚徽章並沒辦法銷毀，Mental唯一能做的就是控制它，以防別人收集到後以對他不利。

## 評價
GameZone在聲音上給予6.0分（滿分10分），他們認為聲音非常俗氣，尤其是其他遊戲角色，更是吵雜。而武器的聲音效果更是空洞，有失於武器表面上的派頭。

## 外部連結
- 以重裝武力為主題的wikia （页面存档备份，存于）